# Nørre Dalby
Nørre Dalby – miasto w Danii, w regionie Zelandia, w gminie Køge.